# Кирш, Сара
Сара Кирш (нем. Sarah Kirsch; урождённая Ингрид Бернштайн, нем. Ingrid Bernstein; 16 апреля 1935, Лимлингероде, Тюрингия, Третий рейх — 5 мая 2013, Хайде, Шлезвиг-Гольштейн, ФРГ) — немецкая поэтесса, переводчик и прозаик.

## Биография
Ингрид Бернштейн родилась в семье механика телефонной аппаратуры. В 1958 году окончила Галльский университет, где училась на биолога, однако в дальнейшем полностью посвятила себя литературе. В 1960 году вышла замуж за поэта Райнера Кирша, тогда же начала подписывать свои произведения псевдонимом Сара Кирш (выбор имени был обусловлен протестом против антисемитизма своего отца и национал-социалистов в целом). В 1963—1965 годах училась в Литературном институте имени Иоганнеса Р. Бехера в Лейпциге. В 1965 годах был издан совместный сборник стихов Райнера и Сары Кирш «Разговор с бронтозавром» («Gespräch mit dem Saurier»), а через два года вышел первый самостоятельный сборник — «Поездка за город» («Landaufenthalt»).
В 1968 году рассталась с мужем и переехала в Восточный Берлин. В 1977 году после участия в акциях протеста против лишения гражданства поэта и барда В. Бирмана эмигрировала в ФРГ (отъезд закрыл для неё возможность публиковаться не только в ГДР, но и в Советском Союзе, что негативно сказалось на известности поэтессы в русскоязычной среде). Жила в Западном Берлине, в 1985 году перебралась в Шлезвиг-Гольштейн. Продолжая интенсивно творить, выпустила более десятка книг стихов и прозы, а в 2005 году было издано собрание сочинений писательницы. Скончалась в 2013 году.

## Творчество
Признаётся одним из самых значительных и популярных немецкоязычных поэтов второй половины XX века. «Ее имя привычно связывается с пейзажной лирикой, которая, поднимая глобальные проблемы человечества, не перестает быть политической, что соответствует традиции немецкой пейзажной поэзии. Говоря о разрушении окружающей среды, она пишет о тех душевных ранах, которые развитие общества с его негативными сторонами наносит отдельному человеку. Природа, о которой пишет Кирш, из-за нарушения коммуникации, технического прогресса, социальной эрозии находится в состоянии хаоса, который влияет и на поэтический язык. Эти нарушения рассматриваются ею на метафизическом уровне, и задачу поэзии она видит в гармонизации „лишенного волшебства“ мира».
Кроме того, известна как переводчик, в частности переводила на немецкий язык русских поэтов А. Ахматову, А. Блока, Н. Матвееву, Б. Окуджаву и др. Переводы из Ахматовой Райнера и Сары Кирш, вошедшие в книгу «Небывалая осень» (1967), Е. Эткинд посчитал неудачными из-за утраты музыкальности и ритмических ассоциаций при передаче верлибром метрически упорядоченных стихов.

## Награды
Австрийская государственная премия по европейской литературе (1980), премия Георга Бюхнера (1996).